# Франц Хитил
Франц Хитил (на чешки: Franz Chytil) е чешки агроном и популяризатор на културното земеделие в България.

## Биография
Роден е на 26 март 1846 г. През 1869 г. завършва агрономство в Алтенбург, Германия. В 1886 г., по покана на българското правителство, пристига в България. От 1886 до 1890 г. и от 1896 до 1899 г. е учител в земеделското училище в Образцов чифлик. През 1890 – 1894 г. е преподавател в земеделското училище в Садово, а от 1894 до 1896 г. е фермер в държавния конезавод „Кабиюк“ край Шумен.
Франц Хитил въвежда за първи път в България силажирането, плуг с колесарка, плодосеменни сеитообращения, валяци, редосеялка, както и отглеждането на нови културни растения – рапица, люцерна, детелина.
Умира на 26 октомври 1899 г. в Образцов чифлик.

## Трудове
Сътрудник е на списанията „Орало“, „Садово“ и др. Автор е на:
- „Общо земеделие и земеделски оръдия и машини“ (1895)
- „Частно земеделие“ (1898)